# 피씨사랑
PC사랑은 (주)디지털포스트에서 내는 월간지이다. 1995년 창간되었으며 창간호는 1995년 10월호이다. PC 활용방법, 하드웨어나 소프트웨어 사용기사, IT소식 등을 제공하고 있다. IT전문가들도 읽을 수 있는 대중적 PC잡지를 기획목표로 한다.
2005년, 2007년, 2013년, 2019년 문화체육관광부로부터 올해의 우수콘텐츠잡지로 선정되었으며 1998년~2004년까지 7년 간 한국ABC협회 인증 발행부수 1위 판매부수 1위를 차지했다.
PC 서울, 윈도우 센스, 디쎄, 마이컴, 헬로우 PC, 아하 PC, 하우 PC, PC 라인, 소프트 월드, PC 월드, 프로그램 세계 등의 컴퓨터 잡지들은 폐간되었으나 PC사랑은 마이크로소프트웨어와 함께 국내에서 발행되는 유일한 컴퓨터 전문 잡지로서 그 명성을 유지하고 있다.